# Adrian von Ziegler
Adrian von Ziegler (nascut el 25 de desembre de 1989) és un compositor originari de Zúric, Suïssa. Va començar a guanyar popularitat gràcies a la compartició de les seves peces de música fantàstica i celta al seu canal de YouTube. El nombre de subscriptors al seu canal de YouTube supera les 800.000 persones, convertint-lo en el més gran dedicat a aquests estils.
Després de les seves primeres experiències musicals a l'edat de 15 anys com a percussionista en un grup de rock local, von Ziegler va començar a compondre la seva pròpia música.
Entre els anys 2007 i 2009 va compondre moltes cançons sota l'àlies "Indigo". L'any 2008 la seva música va ser llençada oficialment després de crear-se el seu perfil de Myspace.
Després de desprendre's del pseudònim Indigo l'any 2009, va començar a publicar àlbums anualment. L'any 2010 van veure la llum dos àlbums: Requiem i Lifeclock, i l'any 2011, Wanderer, Across Acheron i Mirror of the Night. A finals del 2012 ja havia publicat cinc àlbums més: Mortulia, Spellbound, The Celtic Collection, Starchaser i Odyssey. Durant l'any 2013, va publicar Feather and Skull i Vagabond. Al març del 2014 va publicar Libertas i a l'octubre, Queen of Thorns, seguit de The Celtic Collection II. L'any 2016 va publicar el seu 17è àlbum, Moonsong. Dos anys més tard, l'any 2018, va publicar l'àlbum Saga. El febrer del 2019 va llençar sense previ avís l'àlbum Fable i la tercera entrega de "The Celtic Collection", The Celtic Collection III. Aquest l'any 2020 ha publicat Veiled i ha anunciat el llençament de dos àlbums més els dies 8 d'agost i 10 d'octubre de 2020.
Adrian von Ziegler declara que la seva inspiració prové d'una gran varietat de fonts. Afirma que la natura, la literatura, la història, la mitologia, la seves emocions, els seus mons imaginaris i la seva muller Carina li donen l'inspiració per a les seves composicions.

## Discografia

### Àlbums
| Any  | Àlbum                                   |
| ---- | --------------------------------------- |
| 2010 | Requiem                                 |
| 2010 | Lifeclock                               |
| 2011 | Across Acheron                          |
| 2011 | Wanderer                                |
| 2011 | Mirror of the Night                     |
| 2012 | Mortualia                               |
| 2012 | Spellbound                              |
| 2012 | Starchaser                              |
| 2012 | The Celtic Collection (Compilation)     |
| 2012 | Odyssey                                 |
| 2013 | Feather and Skull                       |
| 2013 | Vagabond                                |
| 2014 | Libertas                                |
| 2014 | The Celtic Collection II (Compilation)  |
| 2014 | Queen of Thorns                         |
| 2016 | Atmospheres                             |
| 2016 | Moonsong                                |
| 2018 | Saga                                    |
| 2019 | Fable                                   |
| 2019 | The Celtic Collection III (Compilation) |
| 2020 | Veiled                                  |
| 2020 | Moondance                               |
| 2020 | Darkness Eternal                        |
| 2020 | Traveler                                |
| 2021 | For the Pack                            |
| 2021 | The Celtic Collection IV (Compilation)  |
| 2022 | Equinox                                 |
| 2022 | Odyssey II                              |

### Senzills
| TÍTOL                       | ÀLBUM                                        | ANY  |
| --------------------------- | -------------------------------------------- | ---- |
| Morning Dew                 | Wanderer                                     | 2011 |
| Evening Breeze              | Wanderer                                     | 2011 |
| Night Mist                  | Wanderer                                     | 2011 |
| Lifeclock                   | Lifelock                                     | 2011 |
| Nevermore                   | Lifelock                                     | 2011 |
| Arcane Wonder Worker        | Lifelock                                     | 2011 |
| Viking Blood                | Lifelock                                     | 2011 |
| Metsän Läpi                 | Lifelock                                     | 2011 |
| Rune Magic                  | Lifelock                                     | 2011 |
| Last Act's Prelude          | Lifelock                                     | 2011 |
| For a lost Love             | Lifelock                                     | 2011 |
| Unique                      | Lifelock                                     | 2011 |
| Trolltod                    | Lifelock                                     | 2011 |
| Brachnirs Calm              | Lifelock                                     | 2011 |
| Up You Go!                  | Lifelock                                     | 2011 |
| Mea Requies                 | Lifelock                                     | 2011 |
| The Stormbringer            | Lifelock                                     | 2011 |
| Juhannuskokko               | Lifelock                                     | 2011 |
| Skilfingr                   | Lifelock                                     | 2011 |
| The Candle Burns Down...    | Lifelock                                     | 2011 |
| The End                     | Across Acheron                               | 2011 |
| Sons of the Allfather       | Across Acheron                               | 2011 |
| Dark Ritual                 | Across Acheron                               | 2011 |
| Enlighten my Soul           | Across Acheron                               | 2011 |
| Where I Belong              | Across Acheron i The Celtic Collection       | 2011 |
| Welcome to Trollstad        | Across Acheron                               | 2011 |
| An Everlasting Flame        | Across Acheron                               | 2011 |
| Gaelic Earth                | Across Acheron i The Celtic Collection       | 2011 |
| Wolves of the Sea           | Across Acheron                               | 2011 |
| Black Sam                   | Across Acheron                               | 2011 |
| Nightfalls Embrace          | Across Acheron                               | 2011 |
| Snow From Seven Years Past  | Across Acheron                               | 2011 |
| Eternal Ice                 | Across Acheron                               | 2011 |
| Freedom Spirit              | Across Acheron                               | 2011 |
| Across Acheron              | Across Acheron                               | 2011 |
| Angel Tears                 | Across Acheron                               | 2011 |
| Into the Shadow Realm       | Mirror of the Night                          | 2011 |
| The Hidden Scroll           | Mirror of the Night                          | 2011 |
| Challenge the Dead          | Mirror of the Night                          | 2011 |
| Ceremonial Spell            | Mirror of the Night                          | 2011 |
| Queen of Thorns             | Mirror of the Night                          | 2011 |
| Awakening                   | Mirror of the Night                          | 2011 |
| The Forsaken Throne         | Mirror of the Night                          | 2011 |
| Midnight Blade              | Mirror of the Night                          | 2011 |
| Be my Doll                  | Mirror of the Night                          | 2011 |
| Haunted Corridor            | Mirror of the Night                          | 2011 |
| A Cold Presence             | Mirror of the Night                          | 2011 |
| Marsh of the Undead         | Mirror of the Night                          | 2011 |
| Ancient Embers              | Mirror of the Night                          | 2011 |
| Wilt Beauty                 | Mirror of the Night                          | 2011 |
| Catacombs                   | Mirror of the Night                          | 2011 |
| The Dream Weaver            | Mirror of the Night                          | 2011 |
| Ghost Bride                 | Mirror of the Night                          | 2011 |
| Death Wheel                 | Mirror of the Night                          | 2011 |
| Nails and Bones             | Mirror of the Night                          | 2011 |
| The Secret Garden           | Mirror of the Night                          | 2011 |
| Purified                    | Mirror of the Night                          | 2011 |
| Through the Mirror          | Mirror of the Night                          | 2011 |
| Sacrament of Tears          | Mortualia                                    | 2012 |
| Curse upon the Living       | Mortualia                                    | 2012 |
| Ad Mortem                   | Mortualia                                    | 2012 |
| Midnight Dancers            | Mortualia                                    | 2012 |
| Forevermore                 | Mortualia                                    | 2012 |
| Sonata                      | Mortualia                                    | 2012 |
| Black Dawn                  | Mortualia                                    | 2012 |
| Cantus Maeroris             | Mortualia                                    | 2012 |
| Forlorn Hearts              | Mortualia                                    | 2012 |
| Let Me Fade                 | Mortualia                                    | 2012 |
| Entwined Hearts             | Mortualia                                    | 2012 |
| Sepulcrum Floris            | Mortualia                                    | 2012 |
| Even In Death               | Mortualia                                    | 2012 |
| Innocence                   | Mortualia                                    | 2012 |
| Carpe Diem                  | Spellbound                                   | 2012 |
| Wild Flower                 | Spellbound i The Celtic Collection           | 2012 |
| Sagans Sten                 | Spellbound                                   | 2012 |
| Moorchild                   | Spellbound                                   | 2012 |
| Dance With the Trees        | Spellbound i The Celtic Collection           | 2012 |
| Sleeping Sabre              | Spellbound                                   | 2012 |
| Hringhorni                  | Spellbound                                   | 2012 |
| Troddnikl                   | Spellbound                                   | 2012 |
| Myth                        | Spellbound i The Celtic Collection           | 2012 |
| Legend                      | Spellbound i The Celtic Collection           | 2012 |
| Fiudlars Song               | Spellbound                                   | 2012 |
| Breath of the Forest        | Spellbound i The Celtic Collection           | 2012 |
| Circle of Life              | Spellbound i The Celtic Collection           | 2012 |
| The Summoning               | Spellbound                                   | 2012 |
| Behind the Stars            | Spellbound                                   | 2012 |
| Kings of Yore               | Spellbound                                   | 2012 |
| Cliffs of Moher             | Spellbound i The Celtic Collection           | 2012 |
| Nidhöggr                    | Starchaser                                   | 2012 |
| Song of Brotherhood         | Starchaser i The Celtic Collection           | 2012 |
| Divine Ancestry             | Starchaser                                   | 2012 |
| Welcome Home                | Starchaser                                   | 2012 |
| Callirus                    | Starchaser i The Celtic Collection           | 2012 |
| For the King                | Starchaser i The Celtic Collection           | 2012 |
| Beautiful Memories          | Starchaser                                   | 2012 |
| Countdown                   | Starchaser                                   | 2012 |
| Interludium                 | Starchaser                                   | 2012 |
| Courage of Despair          | Starchaser                                   | 2012 |
| Beautiful Dreams            | Starchaser i The Celtic Collection           | 2012 |
| Martyrium                   | Starchaser                                   | 2012 |
| Angel of Death              | Starchaser                                   | 2012 |
| Heaven's Touch              | Starchaser                                   | 2012 |
| Your Lullaby                | Starchaser                                   | 2012 |
| Crann Na Beatha             | Starchaser i The Celtic Collection           | 2012 |
| Stand As One                | Starchaser                                   | 2012 |
| Ode to the Fallen           | Starchaser i The Celtic Collection           | 2012 |
| A Celtic Lore               | The Celtic Collection                        | 2012 |
| Fairy Forest                | The Celtic Collection i Feather and Skull    | 2012 |
| Spirits of the Wild         | The Celtic Collection i Odyssey              | 2012 |
| Ride                        | The Celtic Collection i Feather and Skull    | 2012 |
| Evocation                   | The Celtic Collection i Feather and Skull    | 2012 |
| Prophecy                    | The Celtic Collection i Feather and Skull    | 2012 |
| A Celtic Tale               | The Celtic Collection                        | 2012 |
| Land of the Free            | The Celtic Collection i Feather and Skull    | 2012 |
| Immortal                    | Odyssey                                      | 2012 |
| Peace of Mind               | Odyssey                                      | 2012 |
| Into Solitude               | Odyssey                                      | 2012 |
| Bushido                     | Odyssey                                      | 2012 |
| Kanpai!                     | Odyssey                                      | 2012 |
| Kojki                       | Odyssey                                      | 2012 |
| Pearl of the Seas           | Odyssey                                      | 2012 |
| Balada                      | Odyssey                                      | 2012 |
| Meoldia Do Sol              | Odyssey                                      | 2012 |
| Treasure Cove               | Odyssey                                      | 2012 |
| Child of the Highlands      | Odyssey                                      | 2012 |
| Guardians of the Lost Tribe | Odyssey                                      | 2012 |
| Dust and Shadows            | Odyssey                                      | 2012 |
| A Red Sun Sets              | Odyssey                                      | 2012 |
| Enchanted Palace            | Odyssey                                      | 2012 |
| Garden of Gods              | Odyssey                                      | 2012 |
| Silent Sentinel             | Odyssey                                      | 2012 |
| Dawn of Wonders             | Odyssey                                      | 2012 |
| Panda Power                 | Odyssey                                      | 2012 |
| Qi                          | Odyssey                                      | 2012 |
| Reign of the Dark           | Feather and Skull                            | 2013 |
| Wolf Blood                  | Feather and Skull i The Celtic Collection II | 2013 |
| Lunara                      | Feather and Skull                            | 2013 |
| Nocturnus                   | Feather and Skull                            | 2013 |
| My Everything               | Feather and Skull                            | 2013 |
| Ethêlo-lêl                  | Feather and Skull                            | 2013 |
| Fear No Darkness            | Feather and Skull i The Celtic Collection II | 2013 |
| Invictus                    | Feather and Skull                            | 2013 |
| Dreamtide                   | Feather and Skull i The Celtic Collection II | 2013 |
| Arashi                      | Feather and Skull                            | 2013 |
| Hollow                      | Feather and Skull                            | 2013 |
| Dark Grounds                | Feather and Skull                            | 2013 |
| One                         | Feather and Skull                            | 2013 |
| Ashes                       | Feather and Skull                            | 2013 |
| Once Upon a Time            | Libertas i The Celtic Collection II          | 2014 |
| Druidic Dreams              | Libertas i The Celtic Collection II          | 2014 |
| In Light and Darkness       | Libertas                                     | 2014 |
| Arch Rivals                 | Libertas                                     | 2014 |
| Celestial                   | Libertas                                     | 2014 |
| Kingdom of Bards            | Libertas i The Celtic Collection II          | 2014 |
| Victorious                  | Libertas i The Celtic Collection II          | 2014 |
| Hail to the King            | Libertas i The Celtic Collection II          | 2014 |
| Aeternitas                  | Libertas                                     | 2014 |
| You're More Than You Know   | Libertas                                     | 2014 |
| Sacred Earth                | Libertas i The Celtic Collection II          | 2014 |
| Part of the Pack            | Libertas i The Celtic Collection II          | 2014 |
| Night Without a Star        | Libertas                                     | 2014 |
| Alvae                       | Libertas i The Celtic Collection II          | 2014 |
| Firemane                    | Libertas                                     | 2014 |
| Remembrance                 | Libertas                                     | 2014 |
| Journey's End               | Libertas i The Celtic Collection II          | 2014 |
| Ancient Storm               | The Celtic Collection II i Moonsong          | 2014 |
| Home of Heroes              | The Celtic Collection II i Moonsong          | 2014 |
| Queen of the Gaels          | The Celtic Collection II i Moonsong          | 2014 |
| Morrígan                    | The Celtic Collection II i Moonsong          | 2014 |
| Hymn to Annûmara            | The Celtic Collection II i Moonsong          | 2014 |
| Bua Nó Bás                  | The Celtic Collection II i Moonsong          | 2014 |
| Dawn of Fate                | Queen of Thorns                              | 2014 |
| Glass Princess              | Queen of Thorns                              | 2014 |
| Oath                        | Queen of Thorns                              | 2014 |
| Masked Ball                 | Queen of Thorns                              | 2014 |
| White Specter               | Queen of Thorns                              | 2014 |
| Awake in a Dream            | Queen of Thorns                              | 2014 |
| Blood Night                 | Queen of Thorns                              | 2014 |
| Powerless                   | Queen of Thorns                              | 2014 |
| Bed of Roses                | Queen of Thorns                              | 2014 |
| Blackened Roots             | Queen of Thorns                              | 2014 |
| Path to Darkness            | Queen of Thorns                              | 2014 |
| Blackened Soul              | Queen of Thorns                              | 2014 |
| Fallen                      | Queen of Thorns                              | 2014 |
| Nest of Fiends              | Queen of Thorns                              | 2014 |
| Witch Factory               | Queen of Thorns                              | 2014 |
| Twisted                     | Queen of Thorns                              | 2014 |
| Tainted Heart               | Queen of Thorns                              | 2014 |
| Passing                     | Queen of Thorns                              | 2014 |
| Resting Soul                | Queen of Thorns                              | 2014 |
| Grief                       | Queen of Thorns                              | 2014 |
| Torn Worlds                 | Queen of Thorns                              | 2014 |
| The Sealed Kingdom          | Queen of Thorns                              | 2014 |
| High Tide                   | Moonsong                                     | 2016 |
| Moonsong                    | Moonsong i The Celtic Collection III         | 2016 |
| Daydream Melody             | Moonsong i The Celtic Collection III         | 2016 |
| Spirit War                  | Moonsong                                     | 2016 |
| Lost Sanctuary              | Moonsong                                     | 2016 |
| Ouch Time                   | Moonsong                                     | 2016 |
| Trolltooth                  | Moonsong                                     | 2016 |
| Woodland Tales              | Moonsong                                     | 2016 |
| Some Men Don't Die          | Moonsong                                     | 2016 |
| Origins                     | Moonsong i The Celtic Collection III         | 2016 |
| Unchallenged                | Moonsong                                     | 2016 |
| Alpha                       | Moonsong i The Celtic Collection III         | 2016 |
| Slava, Moy Brat             | Moonsong                                     | 2016 |
| Eventide                    | Moonsong i The Celtic Collection III         | 2016 |
| Einherjer                   | Saga                                         | 2018 |
| Vinterns Dröm               | Saga                                         | 2018 |
| Blóð Ok Dýrð                | Saga                                         | 2018 |
| Jötunheimr                  | Saga                                         | 2018 |
| Frá Norðri                  | Saga                                         | 2018 |
| Från Dammens Djup           | Saga                                         | 2018 |
| Till Valhöll                | Saga                                         | 2018 |
| Vandraren                   | Saga                                         | 2018 |
| Ásgarðr                     | Saga                                         | 2018 |
| Galdrar                     | Saga                                         | 2018 |
| Ótroðinn                    | Saga                                         | 2018 |
| Freedom                     | Fable i The Celtic Collection III            | 2019 |
| From the Age of Pirates     | Fable                                        | 2019 |
| Forest Rites                | Fable i The Celtic Collection III            | 2019 |
| Sword of Kings              | Fable i The Celtic Collection III            | 2019 |
| Dreamseer                   | Fable                                        | 2019 |
| Aboard the Stormcrow        | Fable                                        | 2019 |
| Walking with the Ancestors  | Fable i The Celtic Collection III            | 2019 |
| Tale of Silthârea           | Fable i The Celtic Collection III            | 2019 |
| Fable                       | Fable i The Celtic Collection III            | 2019 |
| Siocháin Shuthain           | Fable i The Celtic Collection III            | 2019 |
| Forgotten Gods              | Fable i The Celtic Collection III            | 2019 |
| Goblinized                  | Fable                                        | 2019 |
| Serdeina Zimy               | Fable                                        | 2019 |
| Forever Still               | Fable                                        | 2019 |
| A Little Place Called Home  | Fable i The Celtic Collection III            | 2019 |
| Fjölnir                     | Fable                                        | 2019 |
| Fable (Metal Version)       | Fable                                        | 2019 |
| The Lonely Road             | Fable i The Celtic Collection III            | 2019 |
| Mists of Avalon             | The Celtic Collection III i Moondance        | 2019 |
| Legacy                      | The Celtic Collection III i Moondance        | 2019 |
| At the Summertide Feast     | The Celtic Collection III i Moondance        | 2019 |
| Veiled                      | Veiled                                       | 2020 |
| Moonchild                   | Veiled                                       | 2020 |
| Twilight Melody             | Veiled                                       | 2020 |
| Lost                        | Veiled                                       | 2020 |
| Rebirth                     | Veiled                                       | 2020 |
| Loneliness                  | Veiled                                       | 2020 |
| Prison of the Soul          | Veiled                                       | 2020 |
| Winter's Bloom              | Veiled                                       | 2020 |
| Dreamwalk                   | Veiled                                       | 2020 |
| Lacus Lacrimarum            | Veiled                                       | 2020 |
| Everlasting Star            | Veiled                                       | 2020 |
| Hope                        | Veiled                                       | 2020 |
| Healing                     | Veiled                                       | 2020 |
| Fare Thee Well              | Veiled                                       | 2020 |
| I Need You                  | Veiled                                       | 2020 |
| Darkness                    | Veiled                                       | 2020 |
| The Elder Path              | Moondance i The Celtic Collection IV         | 2020 |
| Moondance                   | Moondance i The Celtic Collection IV         | 2020 |
| Treborn                     | Moondance i The Celtic Collection IV         | 2020 |
| Queen of the Fae            | Moondance i The Celtic Collection IV         | 2020 |
| Moonfolk                    | Moondance i The Celtic Collection IV         | 2020 |
| Maiden's Lullaby            | Moondance i The Celtic Collection IV         | 2020 |
| Harbinger of Spring         | Moondance i The Celtic Collection IV         | 2020 |
| Hrafnaguð                   | Moondance                                    | 2020 |
| Radiated                    | Moondance                                    | 2020 |
| Mechanized                  | Moondance                                    | 2020 |
| Elite                       | Moondance                                    | 2020 |
| Phyresis                    | Moondance                                    | 2020 |
| Into the Wild               | Moondance i The Celtic Collection IV         | 2020 |
| Lay of Heroes               | Moondance i The Celtic Collection IV         | 2020 |
| Midnight's Tale             | Darkness Eternal                             | 2020 |
| The Path                    | Darkness Eternal                             | 2020 |
| The Crimson Gate            | Darkness Eternal                             | 2020 |
| Lord of the Ashes           | Darkness Eternal                             | 2020 |
| Where Once Was a Heart      | Darkness Eternal                             | 2020 |
| Nightflower                 | Darkness Eternal                             | 2020 |
| Approaching Doom            | Darkness Eternal                             | 2020 |
| Reckoning                   | Darkness Eternal                             | 2020 |
| Frozen Souls                | Darkness Eternal                             | 2020 |
| Indomitable                 | Darkness Eternal                             | 2020 |
| Mourning                    | Darkness Eternal                             | 2020 |
| A Withered Realm            | Darkness Eternal                             | 2020 |
| Servant of Chaos            | Darkness Eternal                             | 2020 |
| Crypts                      | Darkness Eternal                             | 2020 |
| Harbinger of Death          | Darkness Eternal                             | 2020 |
| Mother                      | Darkness Eternal                             | 2020 |
| Children of Darkness        | Darkness Eternal                             | 2020 |
| Longing                     | Darkness Eternal                             | 2020 |
| Arcanum                     | Darkness Eternal                             | 2020 |
| Deathless                   | Darkness Eternal                             | 2020 |
| Mirror of the Night         | Darkness Eternal                             | 2020 |
| Darkness Eternal            | Darkness Eternal                             | 2020 |
| Forest Sanctum              | Traveler                                     | 2020 |
| Desert Magic                | Traveler                                     | 2020 |
| Ohori Village               | Traveler                                     | 2020 |
| Yuki                        | Traveler                                     | 2020 |
| Adventure Awaits            | For the Pack                                 | 2021 |
| The Gate to Avalon          | For the Pack                                 | 2021 |
| Call of the Wind            | For the Pack                                 | 2021 |
| Wild Lands                  | For the Pack                                 | 2021 |
| Alassin!                    | For the Pack                                 | 2021 |
| Farûna's Lament             | For the Pack                                 | 2021 |
| The Endless Woods           | For the Pack                                 | 2021 |
| Sylvani                     | For the Pack                                 | 2021 |
| In Vino Veritas             | For the Pack                                 | 2021 |
| Wayfarer                    | For the Pack                                 | 2021 |
| Primal Bonds                | For the Pack                                 | 2021 |
| Elfenreigen                 | For the Pack                                 | 2021 |
| Forest Folk                 | For the Pack                                 | 2021 |
| Dreampath                   | For the Pack                                 | 2021 |
| The Pack                    | For the Pack                                 | 2021 |
| Deirdre's Dream             | The Celtic Collection IV                     | 2022 |
| Wolf Princess               | The Celtic Collection IV i Equinox           | 2022 |
| Equinox                     | The Celtic Collection IV i Equinox           | 2022 |
| Fairy Tale                  | The Celtic Collection IV i Equinox           | 2022 |
| Children of Éire            | The Celtic Collection IV i Equinox           | 2022 |
| Of Wolves and Men           | The Celtic Collection IV i Equinox           | 2022 |
| Lone Wolf                   | The Celtic Collection IV i Equinox           | 2022 |
| Totem                       | Equinox                                      | 2022 |
| Goldrush                    | Equinox                                      | 2022 |
| Tsukimono                   | Equinox                                      | 2022 |
| Convivium                   | Equinox                                      | 2022 |
| Blood Chornicles            | Equinox                                      | 2022 |
| Dark Overture               | Equinox                                      | 2022 |
| What's the Rush?            | Equinox                                      | 2022 |
| Колыбельная (Lullaby)       | Equinox                                      | 2022 |
| Accursed Existence          | Equinox                                      | 2022 |
| Whispers in the Dark        | Equinox                                      | 2022 |
| Tokyo Rain                  | Equinox                                      | 2022 |
| Pluto                       | Equinox                                      | 2022 |
| Temüjiin                    | Odyssey II                                   | 2022 |
| Kami                        | Odyssey II                                   | 2022 |
| Isan                        | Odyssey II                                   | 2022 |
| Otherworld                  | Odyssey II                                   | 2022 |
| Son of the Hawk             | Odyssey II                                   | 2022 |
| Panda Punch                 | Odyssey II                                   | 2022 |
| Between Worlds              | Odyssey II                                   | 2022 |
| Night of the Soaring Dragon | Odyssey II                                   | 2022 |
| Hual Hadi                   | Odyssey II                                   | 2022 |
| Aki                         | Odyssey II                                   | 2022 |
| Kay Pacha                   | Odyssey II                                   | 2022 |
| Law of the Jungle           | Odyssey II                                   | 2022 |
| Illyricum                   | Odyssey II                                   | 2022 |
| Bone Temple                 | Odyssey II                                   | 2022 |
| Honō-No-Megami              | Odyssey II                                   | 2022 |
| Aetas Romana                | Odyssey II                                   | 2022 |